# 张智刚
张智刚（1964年11月—），男，汉族，陕西神木人，中华人民共和国政治人物，现任国家电网有限公司董事长、党组书记。他是中国共产党第二十届中央委员会候补委员。

## 人物履历
1982年考入清华大学电机系；1992年获清华大学电力系统及自动化专业硕士学位。
2017年9月，任国家电网有限公司副总经理；
2021年5月，任国家电网有限公司董事、总经理；
2024年3月，任国家电网有限公司董事长、党组书记。